# Helen Kendall
Helen Mary Kendall (Sydney, 29 de octubre de 1892-Isla del Cabo Bretón, 4 de diciembre de 1985) fue una enfermera militar canadiense que fue una de los 446 canadienses que recibieron una Real Cruz Roja por su servicio militar. Nacida en Sydney, Kendall se graduó en el Royal Victoria Hospital en 1916 y sirvió en Europa con el Cuerpo Médico del Real Ejército Canadiense tanto en la Primera como en la Segunda Guerra Mundial.

## Biografía
Nacida en Sydney (Nueva Escocia), el 29 de octubre de 1892, Kendall se formó en enfermería quirúrgica en el Royal Victoria Hospital de Montreal y era hija de Henry Ernest Kendall, un médico muy respetado que también sirvió en la Primera Guerra Mundial. Después de graduarse en 1916, ejerció brevemente como anestesióloga antes de partir de Canadá a bordo del SS Essequibo en marzo de 1917 y servir en el Cuerpo Médico del Ejército Real Canadiense como enfermera. Ella fue una de las aproximadamente 3000 mujeres canadienses que sirvieron de esta manera durante la Primera Guerra Mundial. Durante el viaje, el barco fue detenido por un submarino alemán, pero se le permitió continuar, llegando a su destino al día siguiente, el 16 de marzo de 1917. Su primer destino durante la guerra fue en el Hospital General Canadiense No. 16 en Orpington, Kent, Inglaterra.
Kendall comenzó a servir en el cuerpo médico de los hospitales militares de Francia en 1917. Fue enviada a un hospital en Étaples en mayo de 1918, que poco después fue atacado por bombarderos alemanes en un intento de destruir un puente cercano. Como resultado del incidente, se le concedió una medalla de la Cruz Roja Real en 1919, convirtiéndose en una de los 446 canadienses destinatarios de la condecoración. En 1920, Kendall sirvió en Rumania en un hospital y en una escuela de enfermería.
Después de la Primera Guerra Mundial, Kendall continuó sirviendo en Inglaterra hasta 1919, y sirvió nuevamente como enfermera durante la Segunda Guerra Mundial hasta 1942, cuando regresó a Canadá. Mientras estaba en Inglaterra, trabajó en un hospital militar en Basingstoke. Murió en Cabo Bretón el 4 de diciembre de 1985 a la edad de 93 años, sin haberse casado ni tenido hijos.

### Citas
1. ↑  
Beaton Institute,; Cape Breton Post, 1985.
2. ↑  Beaton Institute,.
3. 1 2  
Woodbury, 2021; Caplan, 1983.
4. 1 2  Woodbury, 2021.
5. ↑  «No. 31482». The London Gazette (en inglés): 9829. 29 de julio de 1919.
6. ↑  The Winnipeg Tribune, 1920.
7. ↑  
Cape Breton Post, 1985; Woodbury, 2021.

## Lectura adicional
- Nicholson, Gerald W. L. (1975). Canada's Nursing Sisters. Toronto: S. Stevens. ISBN 0-8886-6567-9.